# حنان أحمد خالد
حنان أحمد خالد لاعبة ألعاب قوى مصرية فازت بميداليتين ذهبيتين في دورة الألعاب الأفريقية، أربعة ذهبية وخمس فضية وميداليتين برونزيتين في بطولة أفريقيا لالعاب القوى في رمي القرص ودفع الجلة.
كما لعبت كرة القدم، والآن فهي محكمة لكرة القدم 

## الإنجازات
- الفائزه (ميداليتين ذهبيتين) في رمي القرص ودفع الجلة في عام 1991 دورة الألعاب الأفريقية
- ميداليه ذهبية في بطولة أفريقيا لالعاب القوى دفع الجلة 1988، 1989، 1990، 1996 [3]
- الميدالية الفضيه في البطولة الافريقيه دفع الجلة 1992 و 1996 [3]
- الميدالية الفضيه في البطولة الافريقيه في رمي القرص 1988، 1989، 1990 [3]
- الميدالية البرونزية في البطولة الافريقيه في دفع الجلة 1998 [3]
- الميدالية البرونزية في البطولة الافريقيه رمي القرص 1998 [3]